# Рамбо, Жордан
Жордан Рамбо (фр. Jordan Rambaud; 16 марта 1998 года, Нант, Франция) — французский футболист, играющий на позиции нападающего. Ныне выступает за французский клуб «Генгам».

## Клубная карьера
Рамбо является воспитанником команд «Ботур» и «Верту», с 2013 года тренировался в академии «Генгама». В 2015 году стал игроком второй команды, за которую дебютировал 22 августа в поединке против «Бриошена». Всего в дебютном сезоне за вторую команду сыграл 16 игр, отличившись четыре раза.

## Карьера в сборной
Играл в юношеских сборных Франции различных возрастов. Стал чемпионом Европы среди юношей до 17 лет в 2015 году, был запасным игроком, выходил на поле два раза, в поединке против сверстников из Греции и Шотландии. Забил гол в ворота греков.

## Достижения
Международные
- Победитель чемпионата Европы (до 17 лет) (1): 2015